# Pauline Boty
Pauline Boty (née le 6 mars 1938 dans la banlieue de Londres, morte le 1er juillet 1966) est une artiste pop anglaise. Elle est une des fondatrices du mouvement britannique  de Pop art et la seule peintre féminine dans l'aile britannique du mouvement. Les peintures et les collages de Boty revendiquent souvent une joie assumée et confiante de la féminité ainsi que de la sexualité féminine, et expriment une critique explicite ou implicite du « monde de l'homme » dans lequel elle a vécu. Son art rebelle, combiné avec son style de vie libre, a fait de Boty une héroïne du féminisme des années 1970.

## Biographie

### Jeunes années et éducation
Pauline Veronica Boty est née à Carshalton, Surrey, en 1938 au sein d'une famille catholique de la classe moyenne. Elle était la plus jeune d'une fratrie de quatre, elle avait trois frères plus âgés, et un père qui lui faisait vivement prendre en compte de sa position de fille. En 1954, elle gagna une bourse d'études pour l'école d'art de Wimbledon, dans laquelle elle s'instruisit malgré la désapprobation de son père. Néanmoins, la mère de Boty était encourageante, car elle avait, elle-même, été une artiste frustrée et reniant l'approbation parentale d'aller à l'école des beaux-arts de Slade. Boty a obtenu un diplôme intermédiaire en lithographie (1956) et un diplôme national en design dans le domaine des vitraux (1958). Sa camarde de classe l'appelait "La Bardot de Wimbledon" en raison de sa ressemblance avec la star du cinéma français Brigitte Bardot. Encouragée par son tuteur Charles Carey à explorer les techniques de collage, la peinture de Boty devint plus expérimentale. Son travail a montré un intérêt pour la culture populaire dès ses débuts. En 1957, une de ses œuvres a été montrée durant l'exposition Jeunes Contemporains aux côtés d'œuvre de Robyn Denny, Richard Smith et Bridget Riley.
Elle a étudié à l'école de vitrail du Royal College of Art (1958-61). Elle avait voulu étudier à l'école de peinture, mais avait été dissuadée de candidater à cause d'un taux d'admission féminin beaucoup plus bas dans ce département. Malgré le sexisme institutionnalisé de son université, Boty était l'une des meilleures étudiantes de sa classe. En 1960, une de ses pièces de son travail sur les vitraux a été incluse dans l'exposition itinérante Modern Stained Glass organisée par le Conseil des arts. Boty continua de peindre seule dans son appartement étudiant de l'ouest londonien. En 1959, trois de ses œuvres ont à nouveau été sélectionnées pour l'exposition Jeunes Contemporains. Durant cette période, elle est aussi devenue amie avec d'autres artistes pop émergents, tels que David Hockney, Derek Boshier, Peter Philips, et Peter Blake.
Pendant ses études au Royal College of Art, Boty s'intéressait à de nombreuses activités extrascolaires. Elle chantait, dansait, et jouait dans des critiques risquées de l'université, publiait sa poésie dans un magazine étudiant alternatif. Elle était une figure bien informée de l'association cinématographie et a pu développer son intérêt pour le cinéma européen de la Nouvelle Vague. Elle était aussi une participante active de l'Anti-Ugly Action, un groupe d'étudiants du RCA impliqués dans l'art des vitraux, puis plus tard dans l'architecture. Ce dernier protestait contre la nouvelle architecture britannique qu'il considérait comme offensant et de mauvaise qualité,.

### Carrière
Boty était la plus productive durant deux années après son obtention de diplôme universitaire. Elle a développé sa propre signature stylistique et sa propre iconographie pop. Sa première exposition collective "Blake, Boty, Porter, Reeve" a été tenue à l'A.I.A. Gallery (Londres) en novembre 1961, durant l'une des premières expositions britanniques sur le pop art. Elle exposa vingt collages, Is it a bird, is it a plane? et a rose is a rose is a rose inclus, qui montrèrent son intérêt pour des sources culturelles hautes et basses ; le premier faisant référence à la BD Superman, et le second, à une citation de la poétesse expatriée américaine Gertrude Stein.
Le printemps suivant, Boty, Blake, Boshier et Philips, furent mis en vedette durant le documentaire de Ken Russell pour la BBC Monitor Pop Goes the Easel diffusé le 22 mars 1962.
L'apparition de Boty dans Pop Goes the Easel marqua le commencement de sa brève carrière dans le domaine du cinéma. Elle a obtenu des rôles dans la pièce Armchair Theatre pour ITV ("North City Traffic Straight Ahead", 1962) mis en scène par Philip Saville, et dans un épisode dans la série Maigret de la BBC ("Peter the Lett", 1963). Elle est également apparue sur scène durant le spectacle de comédie de Frank Hilton, Day of the Prince, au Royal Court Theatre, et dans Afternoon Men de Ricardo Aragno (à partir du livre d'Anthony Powell) au New Arts Theatre. (Boty, une habituée des clubs de Londres, a par ailleurs été une danseuse dans Ready Steady Go!). Bien que son activité d'actrice était lucrative, Boty la considérait comme une distraction de la peinture, qui restait sa priorité principale. Pourtant, les hommes de sa vie l'encourageaient à poursuivre cette activité, car elle était un choix de carrière plus conventionnel pour les femmes des débuts des années 1960. La presse populaire releva son personnage d'actrice glamour, souvent en sous-estimant sa contribution en tant qu'artiste, en faisant référence à son apparence physique. Le magazine Scene publia un article de couverture en novembre 1962 qui incluait les remarques suivantes : « Les actrices ont souvent des petits cerveaux. Les peintres ont souvent de grandes barbes. Imaginez une actrice futée qui est également une peintre et aussi blonde, et vous avez Pauline Boty. »   
Sa position unique de la seule femme pop artiste de Grande-Bretagne lui avait donné la chance de remédier au sexisme dans sa vie ainsi que dans son art. Ses premières peintures étaient sensuelles et érotiques, célébrant la sexualité féminine venant du point-de-vue d'une femme. Ses toiles représentaient des fonds vifs, colorés et souvent représentant des gros plans sur des fleurs rouges, vraisemblablement symboles du sexe féminin.

### Mort
Pauline Boty est décédée au Royal Marsden Hospital le 1ᵉʳ juillet 1966.

## Filmographie
Film
- 1966 : Alfie - une des amies d'Alfie (non-créditée).

TV
- 1966 : The Edgar Wallace Mystery Theatre (Episode : "Strangler's Web") - Nell Pretty.
- 1965 : The Londoners (Episode : "A Day Out for Lucy") - Patsy
- 1965 : Contract to Kill - Maria Galen.
- 1965 : The Day of Ragnarok.
- 1964 : Monitor (Episode : "Béla Bartók") - a prostitute.
- 1964 : Short Circuit (Episode : "The Park") - Mistress Fleay.
- 1964 : Espionage (Episode : "The Frantick Rebel")
- 1963 : Ready Steady Go! - a dancer.
- 1963 : Don't Say a Word - herself.
- 1963 : Maigret ("Peter the Lett) - Rona.
- 1962 : The Face They See - Rona.
- 1962 : Armchair Theatre (Episode : "North City Traffic Straight Ahead") - Anna.
- 1962 : Monitor (Episode : "Pop Goes the Easel") - herself.